# فيزياء التزلج

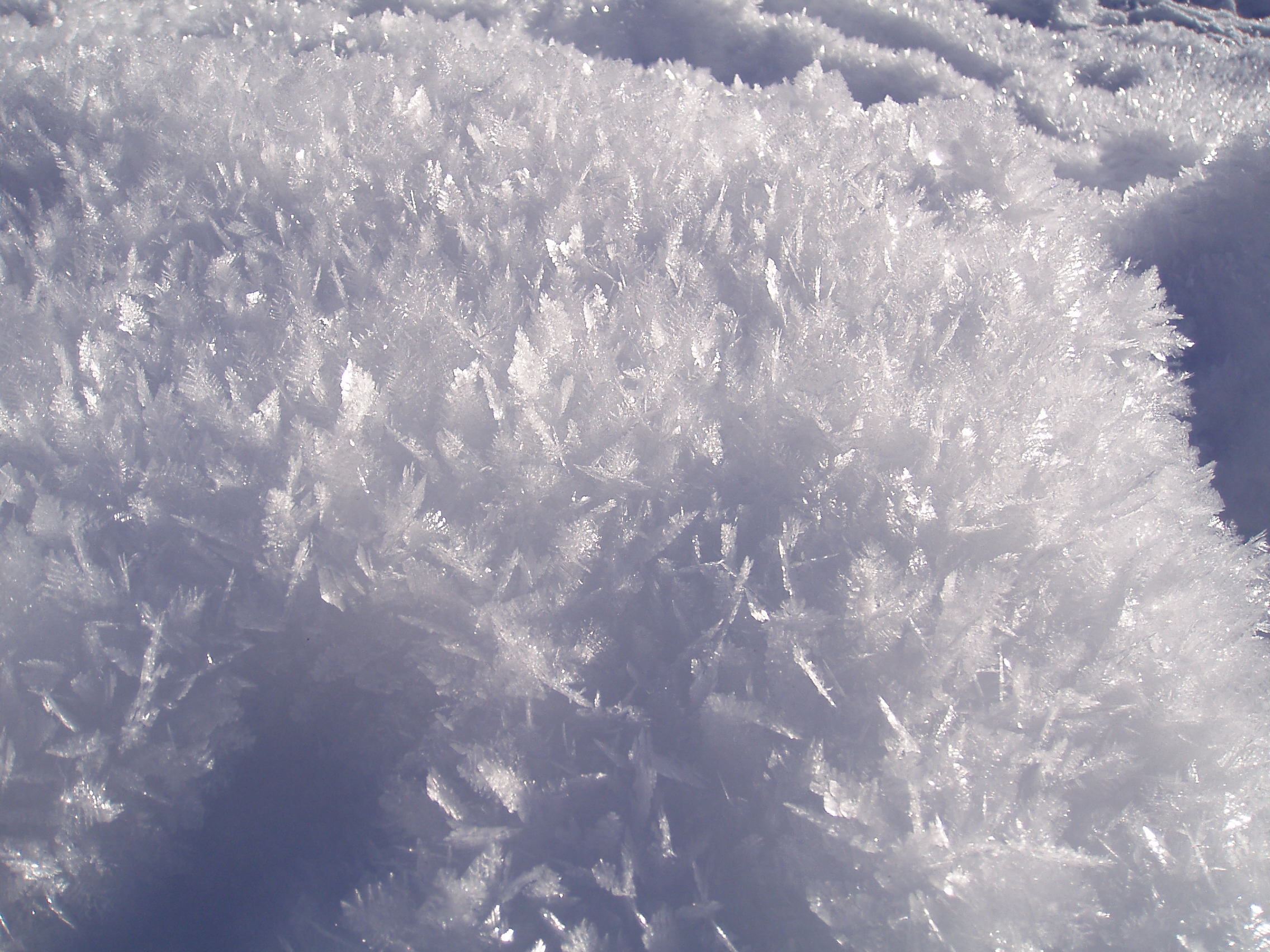

يُشير مصطلح فيزياء التزلج إلى تحليل القوة المؤثرة على الشخص أثناء التزلج على الجليد. تتحدد حركة المتزلج عن طريق المبادئ الفيزيائية لحفظ الطاقة وقوى الاحتكاك المؤثرة على الجسم.
لذلك يُسرع المتزلج إلى أسفل التل بسبب قوة الجاذبية، فتتحول جاذبية طاقة الوضع إلى الطاقة الحركية، طاقة الحركة. وبالمثل، فربما يمكن تحويل جميع طاقات الوضع إلى الطاقة الحركية، على الرغم من فقدان بعض الطاقة في التسخين الناجم عن الاحتكاك. ويقوم نوع واحد من الاحتكاك بالتأثير على المتزلج وهو الاحتكاك الحركي بين الزلاجات والثلوج. وتعمل قوة الاحتكاك في الاتجاه المعاكس لاتجاه الحركة، مما يؤدي إلى انخفاض السرعة ومن ثم تقليل الطاقة الحركية. ويمكن تخفيض الاحتكاك الحركي من خلال استعمال الشمع أسفل الزلاجات ومن ثم يقل معامل الاحتكاك.
المقاومة المائعة هي النوع الثاني من القوة الاحتكاكية التي تؤثر على المتزلج. وهذه هي القوة المتناسبة مع مساحة المقطع العرضي للجسم ومربع سرعته النسبية إلى السائل، وكثافة السائل. ويمكن للمتزلجين الحد من هذه القوة عن طريق الحد من مساحة المقطع العرضي للجسم.
لذلك فأن التزلج لا يناقض قانون حفظ الطاقة 000

## وصلات خارجية
- More general information on the physics of skiing, including basic principles of mass, acceleration, torque, etc
- Math models of the physics of skiing
- Paper on carving
- The square-cube law in aircraft design